# Emmanuel Levinas
Emmanuel Levinas , francoski judovski filozof in komentator Talmuda, * 12. januar 1906, Kaunas, Litva, † 25. december 1995, Pariz, Francija.

## Življenje
Emanuel Levinas je zgodnje otroštvo preživel v Litvi. Njegova vzgoja je bila tradicionalno judovska in kot otrok se je naučil brati v hebrejščini. Čeprav sta starša govorila tudi jidiš, se je družina odločila za ruščino kot pogovorni jezik. Predmet njegove otroške intelektualne ljubezni so bili ruski literarni klasiki. Posebej Puškin, katerega dela so v mladem Levinasu vzbudila zanimanje za filozofijo. Ko so Nemci leta 1915 v času prve svetovne vojne okupirali Kovno, se je družina preselila v Ukrajino, vendar se pet let kasneje vrnejo v Litvo.
Levinasov filozofski študij se je začel na univerzi v Strasbourgu leta 1923. V tem času se je osredotočal predvsem na Bergsona in Husserla ter spoznal Maurica Blanchota. Med njima se prične tesno prijateljstvo, ki bo trajalo vse življenje. Leta 1928 gre v Freiburg poslušat Husserla in odkrije Heideggra. Heideggrovo delo Bit in čas bo ključno zaznamovalo vso njegovo misel. 
Leta 1930 zagovarja doktorsko tezo na temo Husserlove fenomenologije, ki prejme nagrado inštituta za filozofijo, in leto kasneje prevede Husserlove Kartezijanske meditacije v francoščino. Levinas nosi zasluge za seznanjenje francoske akademske skupnosti s Husserlovo in Heideggrovo filozofijo. V tem času pridobi tudi francosko državljanstvo, leta 1932 pa se poroči z Raïsso Levi, ki jo je poznal že iz otroških let. Tri leta kasneje se jima rodi hči Simone in po drugi svetovni vojni sin Michäel. Ko Francija vstopi v drugo svetovno vojno, je vpoklican v francosko vojsko kot častnik in deluje kot tolmač za ruski in nemški jezik. Leta 1940 postane nemški vojni ujetnik. Do konca vojne ostane v nemškem taborišču za vojne ujetnike, kjer so judje ločenih od ostalih ujetnikov in morajo opravljati prisilno delo ter na svojih uniformah nositi napis JUD. Maurice Blanchot v tem času poskrbi za varnost Levinasove žene in hčere. Vendar pa Levinasovo v Litvi živečo družino pobijejo pripadniki SS-a.
Po koncu vojne se vrne v Pariz z družino, kjer prevzame položaj  najprej učitelja in nato ravnatelja na privatni šoli Ecole Normale Israelite Orientale (ENIO). V tem času se posveča tudi študiji Talmuda pod mentorstvom Monsieurja Chouchanija. Leta 1947 izzide Levinasovo prvo izvirno delo z naslovom De l'existence a l'existant (Od obstoja k obstoječemu), ki ga je pričel pisati že med ujetništvom. Bil je tudi profesor filozofije na univerzi v Poiters, univerzi v Paris-Nanterre in univerzi v Sorboni. 1970 prejme  častni doktorat univerze Loyola v Chicagu, leto kasneje pa nagrado za filozofijo Alberta Schweitzerja. Ko prejme Karl Jaspersovo nagrado (1983), jo sprejme v očetovem imenu zaradi zaobljube, da ne bo nikoli več stopil na nemško ozemlje.

## Filozofija
Zgodovino francoske filozofije v 20. stoletju lahko označimo predvsem kot pisano, saj so se  v hitrem zaporedju menjavali vplivi različnih nazorov. Čeprav se Levinasu šteje zasluga, da je francosko filozofsko javnost seznanil s Heideggrom in Husserlom, pa njegova izvirna dela niso imela večjega vpliva vse do 80. let 20. stoletja. Šele v tem obdobju je postala ideja etike znotraj intelektualnih krogov znova sprejeta in sprejemljiva. Dodaten zagon širšemu poznavanju njegove misli so dali tudi radijski intervjuji s Philippom Nemom, ki so prevedeni tudi v slovenščino pod naslovom Etika in neskončno. Pomemben faktor pa je tudi ponovno obujeno zanimanje za fenomenologijo in religiozno tematiko znotraj francoske akademske skupnosti.
Levinasova filozofija bralcu ponuja opis širokega spektra fenomenov. Od najbolj vsakdanjih, do mejnih izkustev: nespečnost, utrujenost, delo (napor), čutno uživanje, erotično, rojstvo, odnos do smrti. Ta človeška izkustva so obširno opisana v njegovih zgodnjih delih Od obstajanja k obstoječemu ter Čas in Drugi. Vsi ti opisi služijo Levinasu za razvoj njegove centralne ideje, ki je v tezi, da etika nosi status prve filozofije. Pri tem etiko razume kot odnos Drugega, ki se kaže v neskončni odgovornosti. Levinas metodološko sledi Husserlu, saj črpa iz povsem vsakdanjega (po Husserlu naivnega) izkustva in skuša skozi refleksijo priti do stvari-na-sebi. Vendar ta Levinasova stvar-na-sebi (absolutno Drugi) ni fenomen, ne spada v območje fenomenologije, ampak je skrivnost, nekaj kar se izmika in skriva intencionalnosti.
Čeprav sprva navdušen nad delom Bit in čas Martina Heideggra, pa postane dekonstrukcija njegove filozofije Levinasova življenjska naloga po drugi svetovni vojni in Heideggrovem simpatiziranju z nacional-socialistično ideologijo, ki je ni nikoli preklical. Cilj, ki si ga v tem okviru postavi, je najti odnos z drugo osebo, ki se ga ne da reducirati na razumevanje in spoznanje. Za Heideggrovo tubit trdi, da predpostavlja etični odnos do druge osebe pred vsakršnim razumevanjem in spoznanjem. Fundamentalna ontologija, ki jo postavlja Heidegger je za Levinasa tako v svojem temelju fundamentalno etična. Samo ontologijo pa razume kot sleherni odnos do drugosti, ki se ga da reducirati na razumevanje. Levinasov trud, da bi medosebne odnose iztrgal iz območja vednosti izhaja iz Heideggrove ontologije, ki je zanj hkrati višek zahodne metafizike in ki ji očita, da ni sposobna dojeti ničesar resnično drugega. Razlog se skriva v dejstvu, da človeška intencionalnost popredmeti vse v svetu in se tudi z drugimi ljudmi ne srečamo neposredno, ampak vedno posredno (tudi drugi ljudje so del celote sveta – nič posebnega). Takšen brezbrižen odnos do drugega pa za Levinasa nosi v sebi nevarnost katastrof, kot so se zgodile v drugi svetovni vojni. Če odnos do drugega ni v svojem temelju etičen, potem nimamo razloga za sočutje.
Odnos z obličjem Drugega Levinas iztrga iz vidnega polja, saj je razum tradicionalno razumljen kot svetloba, ki osvetli svet okoli nas in predmete v njem. Odnos z obličjem je odnos jezika. Obličje me nagovarja, me poziva k odgovornosti. Obličje za Levinasa predstavlja to, kar me neskončno presega. Ideja je povzeta po Descartesu in njegovi ideji Boga iz Tretje meditacije. Pri tem zamenja Boga z Drugim. Z drugimi besedami: drugega ne morem nikoli dokončno spoznati. Kolikor se drugemu spoznavno približujem, toliko se drugi odteguje. Levinas tako pravi, da me obličje Drugega postavlja pod vprašaj (pod vprašajem je subjektivnost subjekta). Etika v tem pomenu predstavlja kritiko egoističnega, spontanega, svobodnega in avtonomnega subjekta in obličje je pogoj tako razumljene etike.
Čeprav etiko vzpostavlja kot prvo filozofijo, pa to ne pomeni, da ima status apriornega koncepta, ki bi bil nato uveljavljen v dejanskih izkustvih. Njegova etika je nasproti temu aposteriorna, je odnos z Drugim sam in ne udejanjanje etike v tem odnosu. Etika je tako postavljena v področje čutnosti in tako pravi, da Drugi subjekta zadeva. Takšna etika in njen položaj pa potegneta za sabo tudi redefinicjo subjekta. Subjekt postane čista pasivnost in sinonim za mene konkretno. Jaz sem odgovoren,jaz nosim odgovornost za Drugega. Enkratnost subjekta v polju Levinasove etike je tako dejstvo, da je subjekt tisti, ki ga Drugi poziva k odgovornosti in ki se ji zato ne more umakniti. V skladu s tem je tudi Levinasovo razumevanje filozofije, ki je ne prevaja več tradicionalno in dobesedno kot ljubezen do modrosti, ampak prevod obrne v modrost o ljubezni.

### Dela in članki prevedeni v slovenščino
- Dela
  - Od sakralnega k svetemu: Pet novih talmudskih predavanj
  - Etika in neskončno; Čas in Drugi
  - Smrt in čas
- Članki
  - Svoboda in odgovornost
  - Subjektivnost kot an-arhija
  - Kakor da bi soglašal z grozodejstvi
  - Služabnica in njen gospodar: O "Čakanju pozabi"
  - Od zavesti k preroškosti
  - Transcendenca, malikovanje in sekularizacija
  - Eksistenca in etika
  - Bog, "transcendenten do odsotnosti"
  - Začeti s Heideggrom
  - Don Kihot, začaranost in lakota
  - Nekaj razmišljanj o filozofiji hitlerizma
  - Dialog z Emmanuelom Levinasom
  - Okrogla miza: Kierkegaard
  - Heidegger, Gagarin in mi: Emmanuel Levinas
  - Sled drugega
  - Eros
  - Onkraj biti
  - Biti in onkraj biti
  - Eksistiranje brez eksistirajočega
  - O pomenu smisla
  - Podpis, lastnoročno
  - Poklic človeškosti
  - Ko bog seže v misel:Uvod
  - Bog in filozofija